# Ceraclea nigronervosa
Ceraclea nigronervosa är en nattsländeart som först beskrevs av Anders Jahan Retzius 1783.  Ceraclea nigronervosa ingår i släktet Ceraclea och familjen långhornssländor. Arten är reproducerande i Sverige. Inga underarter finns listade i Catalogue of Life.